# La mer
La Mer é uma peça sinfônica composta por Claude Debussy, compositor Romântico francês, em 1905, e considerada uma obra-prima da orquestração. É classificada com uma obra da corrente musical Impressionista.

## A Obra
"La Mer, três esboços sinfônicos" ou como é mais conhecida - "La Mer", é uma peça para orquestra composta por Claude Debussy. É considerada a obra-prima do autor, que com ela revolucionou a maneira de compor e dispor dos elementos da orquestra em uma peça. No plano da harmonia, ela também foi revolucionária, já que ao fugir da tonalidade tradicional o autor criou um novo universo harmônico, empregando modos e escalas antigas e não europeias. A peça não se prende a qualquer estrutura formal e utiliza novas concepções rítmicas para a época.

## A Criação
Claude Debussy começou a compor a obra em setembro de 1903, na Borgonha, continuou a trabalhar nela em Paris, e a concluiu em Eastbourne, Inglaterra, a beira do Canal da Mancha, no dia 5 de março de 1905. A sua estréia se deu nos Concertos Lamoureux sob a regência de Camille Chevillard, no dia 15 de outubro de 1905. Foi pouco compreendida pos seus conterrâneos em sua estréia. A crítica mais famosa da época foi escrita por Pierre Lalo, famoso crítico francês, que escreveu: "Não ouço, não vejo e não sinto o mar". Na realidade, a obra não é uma composição sobre o mar, mas sim sobre lembranças e sentimentos que evocam o mar, segundo o seu autor.

## A Orquestra
A partitura da música requer os seguintes componentes orquestrais: duas flautas, um flautim, dois oboés, um corne-inglês, dois clarinetes, quatro trompas, três trombetas, três fagotes, duas cornetas de pistão, três trombones, uma tuba, instrumentos de percussão, duas harpas e instrumentos de cordas (violinos, violas, violoncelos, contrabaixos).

## A Execução
A execução, no molde padrão, leva em torno de 24 minutos. A peça é dividida em três movimentos:
1. De l'aube à midi sur la Mer (Da Alvorada ao Meio-dia no Mar) - Muito lento (Si menor) - 9'.
2. Jeux de Vagues (Jogo das Ondas) - Allegro (Dó# menor) - 6'30".
3. Dialogue du Vent et de la Mer (Diálogo do Vento com o Mar) - Animado e Tumultuoso (Dó# menor) - 8'.

## Tributos
- A música ganhou uma nova versão chamada Beyond the Sea, interpretada por Robbie Williams, que é o tema final do filme Procurando Nemo.
- A banda Nine Inch Nails fez uma homenagem de mesmo nome a obra criando uma faixa ao piano, que foi lançado no disco The Fragile. Criado quando Trent Reznor estava no auge de uma depressão profunda, a faixa instrumental utiliza-se de ritmos e características hipnóticas.